# Laurens Geels
Pour les articles homonymes, voir Geels.
 (octobre 2018).
Si vous disposez d'ouvrages ou d'articles de référence ou si vous connaissez des sites web de qualité traitant du thème abordé ici, merci de compléter l'article en donnant les références utiles à sa vérifiabilité et en les liant à la section « Notes et références ».
Laurens Geels, né le 1er janvier 1947 à IJmuiden, est un producteur néerlandais de cinéma.

## Filmographie
- 1986 : Abel de Alex van Warmerdam[2]
- 1986 : Les Gravos de Dick Maas[3]
- 1988 : Amsterdamned de Dick Maas[4]
- 1990 : The Last Island de Marleen Gorris[5]
- 1992 : Les Habitants de Alex van Warmerdam[6]
- 1992 : Flodder in Amerika! de Dick Maas[7]
- 1995 : Long Live the Queen de Esmé Lammers[8]
- 1995 : Les Lavigueur 3: Le retour de Dick Maas[9]
- 1997 : Karakter de Mike van Diem[10]
- 2001 : L'Ascenseur : Niveau 2 de Dick Maas[11]
- 2002 : Valentin de Alejandro Agresti[12]
- 2002 : Tom et Thomas de Esmé Lammers[13]
- 2003 : Résistance de Todd Komarnicki[14]